# Piers Gaveston
Piers Gaveston nebo také Pierre Gabaston (asi 1284 – 19. června 1312) byl gaskoňský šlechtic, známý svým blízkým vztahem k anglickému králi Eduardovi II., jemuž byl přičítán homosexuální obsah.
Král Eduard I. vybral Gavestona za společníka svého nezletilého syna, budoucího krále Eduarda II. Oba mladíci však budili pohoršení svou zálibou v bujarých radovánkách, a král proto vypověděl Gavestona od dvora. Po jeho smrti v roce 1307 však nastoupil na trůn Eduard II. a povolal svého oblíbence zpět, oženil ho se svojí neteří Margaret de Clare, jmenoval ho earlem v Cornwallu a svým zástupcem v době nepřítomnosti. Gavestonův vliv na panovníka vzbudil nevoli domácí šlechty, která nakonec krále donutila uzavřít smlouvu z Boulogne. Podle ní byl Gaveston znovu poslán do vyhnanství, později mu však král povolil návrat. Roku 1312 zajali Gavestona jeho nepřátelé a nechali mu setnout hlavu na místě zvaném Blacklow Hill ve Warwickshire, kde byl později postaven pomník.
Je podle něj pojmenována Piers Gaveston Society, skupina prominentních studentů Oxfordské univerzity, kteří vedou okázale nákladný a výstřední způsob života.